# Агбар, Мохаммад Захир
Мохаммад Захир Агбар (дари и пушту محمد ظاهر اغبر‎; р. 1964) — афганский дипломат и сотрудник правоохранительных органов, генерал-лейтенант. Посол Исламской Республики Афганистан в Таджикистане с 20 февраля 2020 года; после взятия Кабула талибами в августе 2021 года и фактического падения Респрублики провозгласил себя «первым заместителем главы Афганистана».

## Биография
Родился в 1964 году в провинции Нангархар, таджик по происхождению. Занимал руководящие посты в силовых структурах Исламской Республики Афганистан, включая должность начальника национальной полиции; имеет звание генерал-лейтенанта.

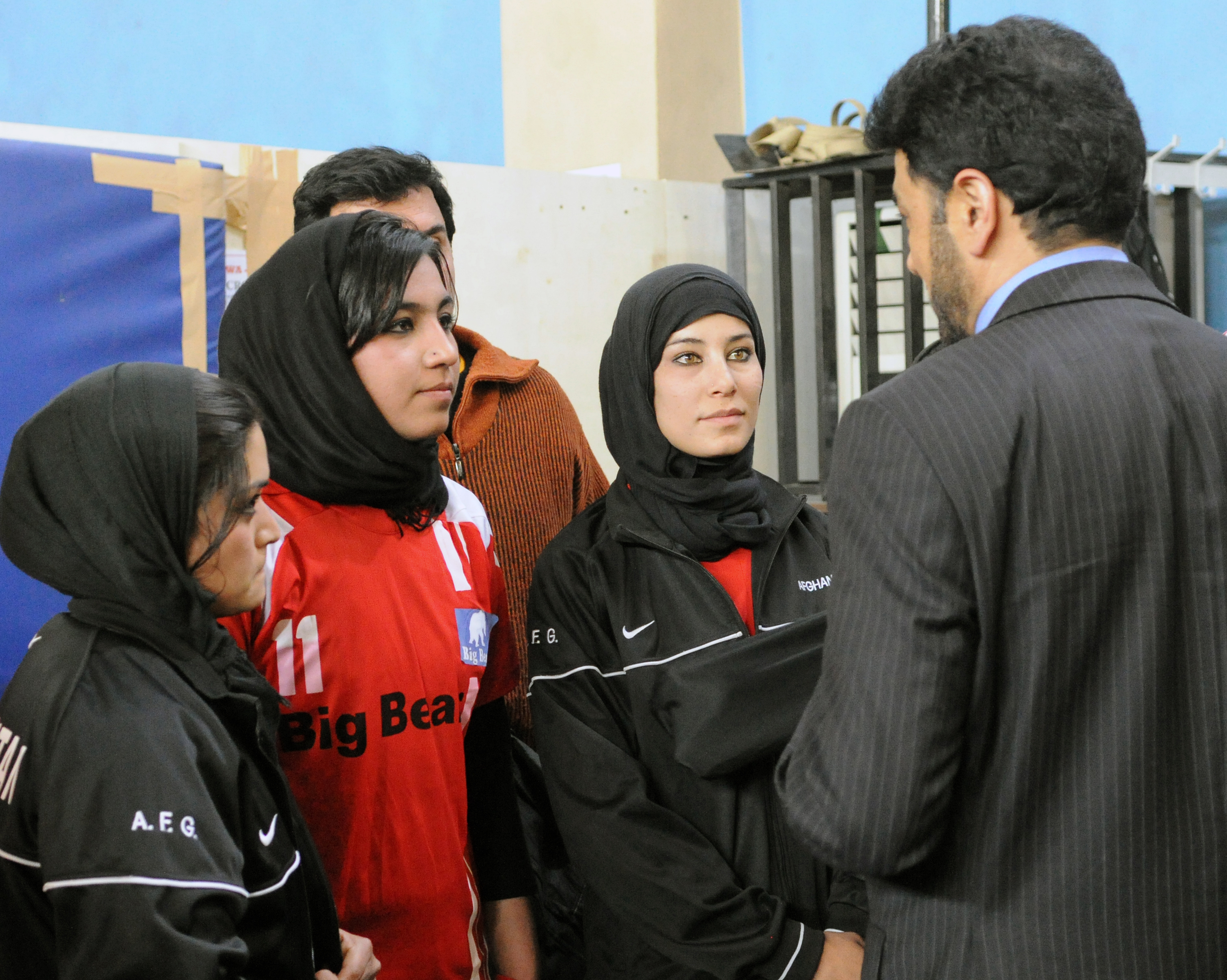
Агбар поздравляет представительниц женской олимпийской сборной Афганистана по баскетболу в 2012 году

В 2009 году был избран главой Национального олимпийского комитета Афганистана и занимал эту должность до избрания Фахима Хашими в 2014 году. После отставки Хашими в следующем году был снова избран главой афганского НОК, однако его оппонент объявил голосование незаконным, а его результаты недействительными; а когда правительственное расследование признало правоту Хашими, Агбар возглавил марш на Кабул. В 2017 году объявил об отказе баллотироваться на следующих выборах главы Комитета и в итоге в 2018 году уступил эту должность новоизбранному Хафизулле Вали Рахими.
Поддерживал президентскую кампанию Абдуллы Абдуллы на выборах 2014 года, участвовал в протестах против их результатов.
Дипломатическую карьеру начал в 2018 году, когда был назначен генеральным консулом в Германии. 20 февраля 2020 года официально стал послом Афганистана в Таджикистане.
После взятия Кабула талибами в августе 2021 года и фактического падения Республики заявил о поддержке Фронта сопротивления и объявившего себя «законным исполняющим обязанности Президента» Амруллы Салеха, а также провозгласил себя «первым заместителем главы Афганистана».